# Финале-Эмилия
Финале-Эмилия (итал. Finale Emilia) —  коммуна в Италии, располагается в регионе Эмилия-Романья, в провинции Модена.
Население составляет 15528 человек (2008 г.), плотность населения составляет 148 чел./км². Занимает площадь 105 км². Почтовый индекс — 41034. Телефонный код — 0535.
Покровителем коммуны почитается святой Зенон из Вероны, празднование 8 сентября.

## Демография
Динамика населения:

## Администрация коммуны
- Официальный сайт: http://www.comunefinale.net